# Lodongiyn Tudev
Lodongiyn Tudev (Govi-Altay, 9 de febrero de 1935 - 3 de abril de 2020) fue un escritor, periodista y político mongol, galardonado con títulos como Héroe del Trabajo de Mongolia, Escritor del Pueblo, Doctor en Ciencias y Profesor Honorario de la Universidad Estatal de Educación de Ulán Bator. Fue considerado uno de los principales intelectuales del siglo XX en Mongolia. Fue candidato presidencial del Partido Revolucionario del Pueblo de Mongolia en las primeras elecciones presidenciales directas en 1993, resultando derrotado por el presidente Punsalmaagiin Ochirbat.

## Biografía
Tudev nació el 9 de febrero de 1935 en el distrito de Naran, provincia de Govi-Altay (actualmente distrito de Khaliun), en el seno de una familia de pastores de la entonces República Popular de Mongolia. Cursó sus estudios secundarios en la ciudad de Yesönbulag (1942–1950), en la escuela de formación docente de Ulán Bator (1950–1953) y luego en el Instituto Superior de Formación de Profesores (1953–1956). Entre 1964 y 1967 cursó estudios de posgrado en la Academia de Ciencias Sociales del Comité Central del Partido Comunista de la Unión Soviética en Moscú.
Comenzó su carrera como maestro en su provincia natal, y más tarde fue trasladado a Ulán Bator como metodólogo en un instituto de perfeccionamiento docente. En 1961 ingresó al periódico estatal Ünen («La Verdad») como secretario de literatura y en 1962 fue nombrado editor del periódico Cultura y Literatura. Tras su formación en la Unión Soviética, regresó en 1967 como doctor en ciencias sociales y ocupó cargos en el departamento ideológico del MAKhN y luego como subdirector y más tarde presidente de la Unión de Escritores de Mongolia (1968–1974). En 1975 fue designado primer secretario del Comité Central de la Unión Revolucionaria de la Juventud de Mongolia (MZKhE), y durante ocho años ejerció un papel central en el fortalecimiento de la vida literaria y cultural del país previo a la revolución democrática de 1990. De 1984 a 1996 dirigió nuevamente el diario Ünen, donde publicó numerosos ensayos y artículos. En 1996 fundó el primer periódico de ciencia ficción en Mongolia, Dal.
Tras la democratización de Mongolia y luego de la salida del presidente Punsalmaagiin Ochirbat del Partido Revolucionario del Pueblo de Mongolia, el antiguo partido único todavía gobernante eligió a Tudev como su candidato para las elecciones presidenciales de 1993. A pesar de contar con el respaldo del gobierno, Tudev resultó derrotado y obtuvo el 40,11 % de los votos, lo que implicó la primera derrota electoral para el antiguo partido único en cualquier tipo de elección. Tudev reconoció el resultado y el parlamento mongol dominado por el MRPP reconoció la reelección de Ochirbat, marcando un paso definitivo en la transición democrática en Mongolia.
Tras su retiro de la política activa, continuó su labor intelectual hasta su fallecimiento el 3 de abril de 2020 en Ulán Bator. Debido a la pandemia de COVID-19, su funeral fue realizado sin aglomeraciones, según su propia voluntad.